# Dip (mitología)

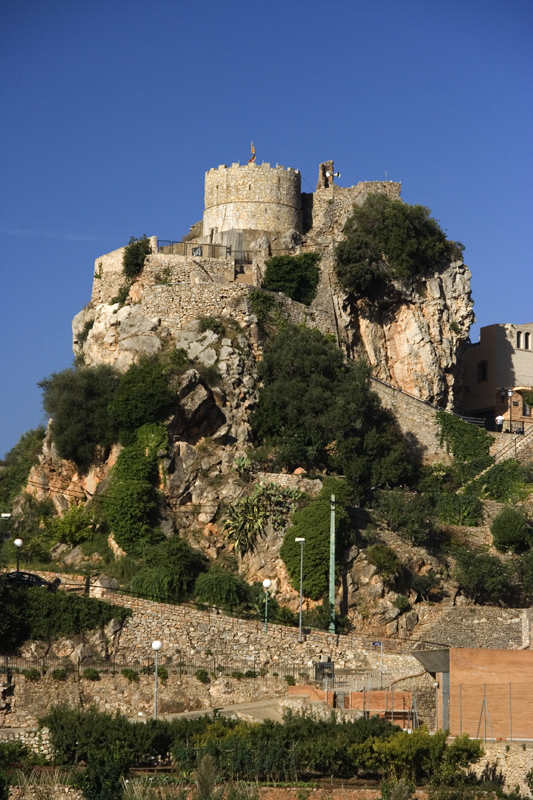
Castillo de Pratdip

El dip es un ser mitológico catalán. Una especie de perro malvado y peludo, un emisario del demonio que, como tantos otros, es cojo de una pierna. Se alimenta chupando la sangre de la gente. En el escudo del municipio catalán de Pratdip (Tarragona), puede verse una imagen de este animal. Precisamente en este pueblo es una leyenda muy viva. 

Escudo de Pratdip

## Historia
Ésta se remonta, como mínimo, al siglo XVI.[cita requerida] En el retablo de Santa Marina de Pratdip, del 1602, ya se ven imágenes de estos perros-vampiro. También aparecen en otro retablo de 1730 recortados sobre un fondo de oro.

## Leyenda
Según la presunta leyenda, los dips chupaban la sangre del ganado. Sólo salían de noche y entre sus víctimas había borrachos noctámbulos que iban a las tabernas del pueblo. No hay pruebas fehacientes, ni testigos documentados de que esta leyenda se contara en el pueblo pero se asume que es una leyenda que pretendía asustar a los alcohólicos del pueblo y evitar así que se dedicaran a vagar de noche. El nombre del pueblo proviene de la palabra dip (Pratdip = Prado de dips). Dip proviene del árabe y su significado es lobo.
Joan Perucho en su novela Las historias naturales (1960), Les històries naturals, ambientada en las guerras carlistas, relata la historia de Onofre de Dip, un vampiro con la capacidad de transformarse en muchos animales. Según los relatos encontrados ya existía la leyenda del dip, gracias a la novela se popularizó imagen a partir de la ficción vampírica.
En otras partes de España, como en Tenerife (Canarias) también existió la creencia en un ser o espíritu maligno con forma de perro lanudo conocido como Guayota (el demonio) o los propios Tibicenas, espíritus de perros malignos.